# Peucetia viridana
Peucetia viridana es una especie de araña lince del género Peucetia, de la familia Oxyopidae, orden Araneae. Fue descrita por Stoliczka en 1869.
Se distribuye por Asia: Pakistán, India, Sri Lanka, Bangladés y Birmania. Fue publicada en Contribution towards the knowledge of Indian Arachnoidea. Journal of the Asiatic Society of Bengal, Part II (Physical Science) 38(4): 201-251, Pl. 18-, 20.